# Nieuwe Waterweg
Nieuwe Waterweg – kanał wodny w Holandii, stanowiący główne połączenie między portem w Rotterdamie a Morzem Północnym. Został zbudowany w latach 1864–1872 według projektu inżyniera Petera Calandla w celu usprawnienia dostępu do portu, który miał strategiczne znaczenie gospodarcze.
Kanał ma długość ok. 20 km i rozpoczyna się w mieście Hoek van Holland, ciągnąc się aż do Rotterdamu. Nieuwe Waterweg jest elementem większego systemu wodnego w delcie Renu i Mozy. Jest stale pogłębiany, by mógł obsługiwać największe statki oceaniczne.